# 長部駅
長部駅（おさべえき）は、岩手県陸前高田市気仙町字水上にある、東日本旅客鉄道（JR東日本）大船渡線BRT（バス高速輸送システム）のバス停留所である。
BRT区間上に新設された駅であり、開業当初は『JR時刻表』および『JTB時刻表』の本文ページでは臨時駅との記載があったが、「（臨）」の表記はなかった。

## 歴史
- 2013年（平成25年）3月2日：開業[1]。

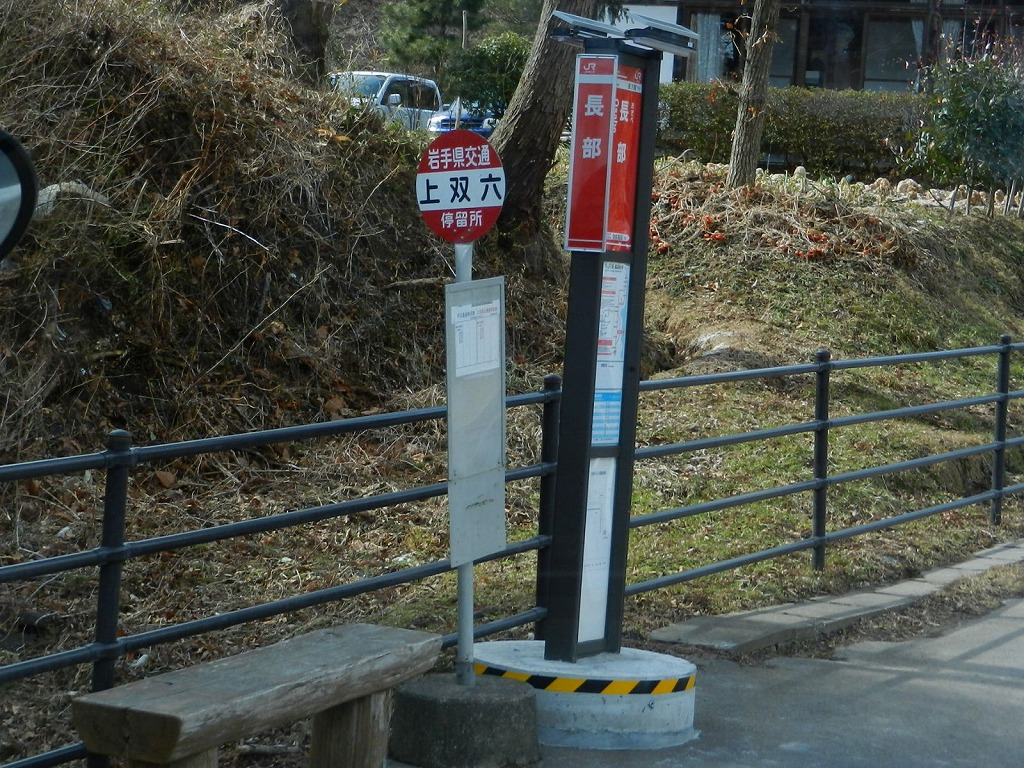
開業時の盛方面のりば（2013年3月）

## 駅構造
国道45号線上の一般道走行区間の途中にあり、岩手県交通「上双六」バス停と同一位置にある。盛方面のりば側のみに待合室が設置されている。

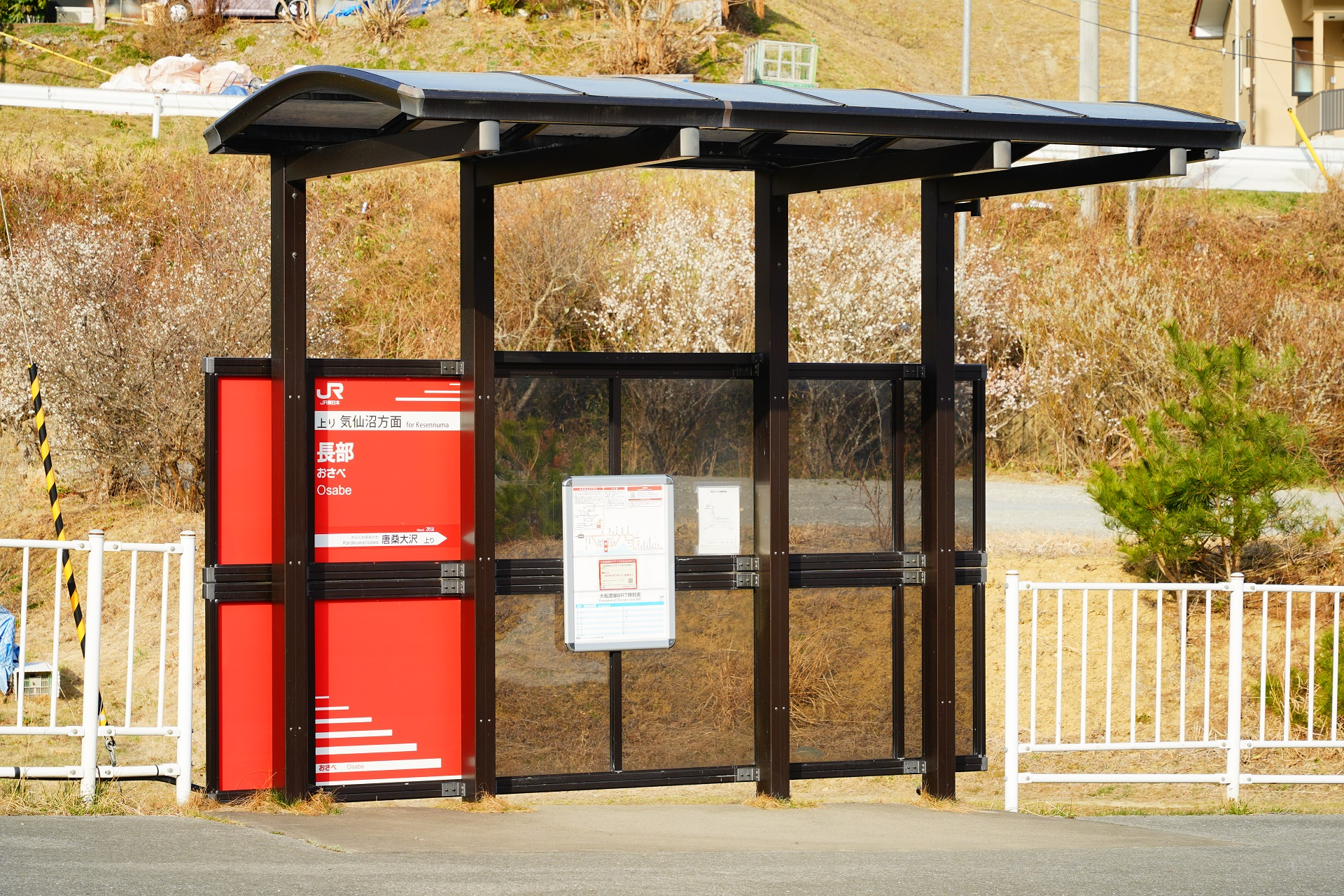
気仙沼方面のりば（2023年3月）

## 利用状況
JR東日本によると、2023年度（令和5年度）の1日平均乗車人員は7人である。
開業後の推移は以下のとおりである。
| 乗車人員推移       | 乗車人員推移     | 乗車人員推移    |
| 年度               | 1日平均 乗車人員 | 出典            |
| ------------------ | ---------------- | --------------- |
| 2013年（平成25年） | 9                | [ 利用客数 2 ]  |
| 2014年（平成26年） | 9                | [ 利用客数 3 ]  |
| 2015年（平成27年） | 13               | [ 利用客数 4 ]  |
| 2016年（平成28年） | 11               | [ 利用客数 5 ]  |
| 2017年（平成29年） | 10               | [ 利用客数 6 ]  |
| 2018年（平成30年） | 10               | [ 利用客数 7 ]  |
| 2019年（令和元年） | 7                | [ 利用客数 8 ]  |
| 2020年（令和02年） | 6                | [ 利用客数 9 ]  |
| 2021年（令和03年） | 8                | [ 利用客数 10 ] |
| 2022年（令和04年） | 6                | [ 利用客数 11 ] |
| 2023年（令和05年） | 7                | [ 利用客数 1 ]  |

## 駅周辺
- 国道45号
- 長部簡易郵便局
- 三陸沿岸道路 陸前高田長部インターチェンジ

## 隣の停留所
東日本旅客鉄道（JR東日本）
■大船渡線BRT
□快速
唐桑大沢駅 - 長部駅 - 奇跡の一本松駅
■普通
唐桑大沢駅 - 長部駅 - 陸前今泉駅

### 記事本文
1. ↑  『大船渡線におけるBRTの運行開始について』（PDF）（プレスリリース）東日本旅客鉄道盛岡支社、2013年1月31日。オリジナルの2013年7月17日時点におけるアーカイブ。2024年1月5日閲覧。

### 利用状況
1. 1 2  「BRT駅別乗車人員（2023年度）| 企業サイト：JR東日本」東日本旅客鉄道。2025年6月24日閲覧。
2. ↑  「BRT駅別乗車人員（2013年度）：JR東日本」東日本旅客鉄道。2025年6月24日閲覧。
3. ↑  「BRT駅別乗車人員（2014年度）：JR東日本」東日本旅客鉄道。2025年6月24日閲覧。
4. ↑  「BRT駅別乗車人員（2015年度）：JR東日本」東日本旅客鉄道。2025年6月24日閲覧。
5. ↑  「BRT駅別乗車人員（2016年度）：JR東日本」東日本旅客鉄道。2025年6月24日閲覧。
6. ↑  「BRT駅別乗車人員（2017年度）：JR東日本」東日本旅客鉄道。2025年6月24日閲覧。
7. ↑  「BRT駅別乗車人員（2018年度）：JR東日本」東日本旅客鉄道。2025年6月24日閲覧。
8. ↑  「BRT駅別乗車人員（2019年度）：JR東日本」東日本旅客鉄道。2025年6月24日閲覧。
9. ↑  「BRT駅別乗車人員（2020年度）| 企業サイト：JR東日本」東日本旅客鉄道。2025年6月24日閲覧。
10. ↑  「BRT駅別乗車人員（2021年度）| 企業サイト：JR東日本」東日本旅客鉄道。2025年6月24日閲覧。
11. ↑  「BRT駅別乗車人員（2022年度）| 企業サイト：JR東日本」東日本旅客鉄道。2025年6月24日閲覧。